# Schnackenbach (Wüstung)
Schnackenbach (auch Fallhaus, Fallmeisterei) ist eine Wüstung in der Gemarkung des Iphöfer Ortsteils Hellmitzheim im unterfränkischen Landkreis Kitzingen.

## Geografische Lage
Die Wüstung befindet sich im äußersten Nordosten der heutigen Hellmitzheimer Gemarkung. Nördlich beginnt das Gebiet des Markt Bibarter Ortsteils Ziegenbach im mittelfränkischen Landkreis Neustadt an der Aisch-Bad Windsheim, nordöstlich liegt der Bruckhof. Der Süden wird vom Waldhof bestimmt, der wohl ein Nachfolgebau von Schnackenbach ist. Im Nordwesten war wohl die ebenfalls wüstgefallene Mönchshütte zu finden. Die Flurlage „Schnackenbacher Holz“ erinnert an die Siedlung.

## Geschichte
Der Ortsname Schnackenbach verweist auf die natürlichen Begebenheiten in der Umgebung der Siedlung. So kann der Name mit „Ort zum mückenreichen Bach“ übersetzt werden. Grundlage bildet das mittelhochdeutsche Wort snake, Mücke oder Fliege. Hier befand sich ein kleiner Fischweiher, der die Mücken ernährte. Wahrscheinlich handelte es sich zunächst um einen Flurnamen, der später auf die Siedlung übergegangen ist. 
Erstmals erwähnt wurde der Ort erst im 18. Jahrhundert. Vor 1723 erwähnte eine Karte das sogenannte „Fallhaus“. Hier war die Henkerswohnung der Zent Hellmitzheim untergebracht. Im Jahr 1727 nannte man bei der Neuversteinung der Enzlarer Gemarkung auch den „Unterschnackenbacher See“ und die „Schnackenbacher Markung“. 1791 tauchte die „Fallmeisterey“ neuerlich auf. Im Jahr 1809 war das Gebäude abgerissen und der Waldhof „in der Nähe der niedergerissenen Scharfrichterswohnung Schnackenbach errichtet worden“.